# SpaceX Crew-3
SpaceX Crew-3 — третій пілотований політ космічного корабля Crew Dragon. Запуск успішно здійснений 11 листопада 2021 року о 02:03 UTC. Через 21 годину корабель доставив чотирьох членів екіпажу на МКС, які протягом 6 місяців працювали у складі 66-ї та 67-ї експедицій та повернулись на Землю 6 травня 2021 року.

## Місія
На брифінгу NASA, що відбувся 29 вересня 2020 року, Бенджі Рід, старший директор програм космічного польоту людини в SpaceX, заявив, що остаточна дата запуску Crew3 буде визначатись з урахуванням готовності капсули Resilience, яка повинна відновлюватись після польоту Inspiration4.
Третя операційна місія SpaceX в рамках програми Commercial Crew Program була запланована на 3 листопада 2021 року. Перед цим планували запуск на 30 і 31 жовтня. Запуск переносили і на 6 листопада через проблеми зі здоров'ям одного астронавта.
Європейський сегмент місії називається «Космічний поцілунок».
Політ був перенесений через несприятливі погодні умови на 7 листопада, а потім на 9 листопада 2021 року. Зрештою політ перенесли на 11 листопада 2021 року.

## Екіпаж
Станом на січень 2021 року троє членів екіпажу було призначено для польоту. Четвертий учасник польоту мав бути визначений пізніше. Спочатку припускалось, що це буде російський космонавт за ймовірною угодою про обмін з Роскосмосом. Проте 20 квітня 2021 року очільник адміністрації НАСА Стів Юрчик заявив, що російський космонавт навряд чи зможе полетіти на Crew Dragon до 2022 року.
Спочатку було визначено, що в польоті візьме участь німецький астронавт ЄКА Маттіас Мауер. Згодом, 14 грудня 2020 року, до команди приєднались астронавти НАСА Раджа Чарі і Томас Маршберн.

## Склад екіпажу[15]
| Астронавт      | Посада           | № польоту | Агентство |
| Раджа Чарі     | Командир корабля | 1         | НАСА      |
| Томас Маршберн | Пілот            | 3         | НАСА      |
| Кейла Беррон   | Інженер          | 1         | НАСА      |
| Маттіас Мауер  | Спеціаліст       | 1         | ЄКА       |

## Політ
Запуск здійснено 11 листопада 2021 року в 02:03 UTC. Через 9,5 хвилин після старту перший багаторазовий ступінь ракети-носія Falcon 9 здійснив вертикальну посадку на автоматичну плавучу платформу A Shortfall of Gravitas, розташовану в Атлантиці за 600 км від космодрому у Флориді.
Стикування з МКС здійснене 12 листопада, о 01:25 UTC.
Від'єднання корабля від станції відбулось 5 травня 2022 року о 05:20 (UTC). Успішне приводення в Атлантичному океані — 6 травня 2022 року о 04:43 (UTC).

## Галерея

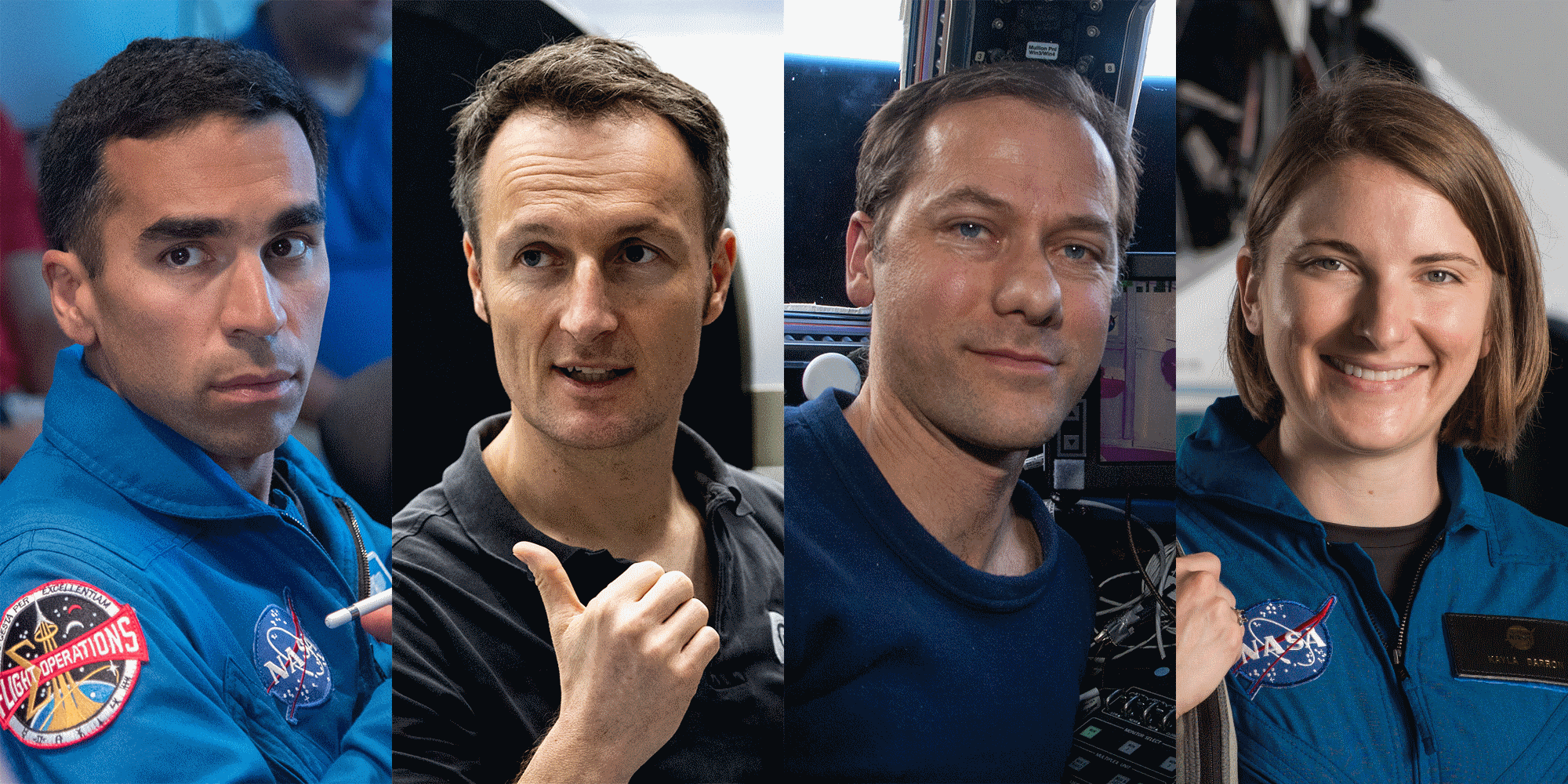
Екіпаж SpaceX Crew-3 20 грудня 2020
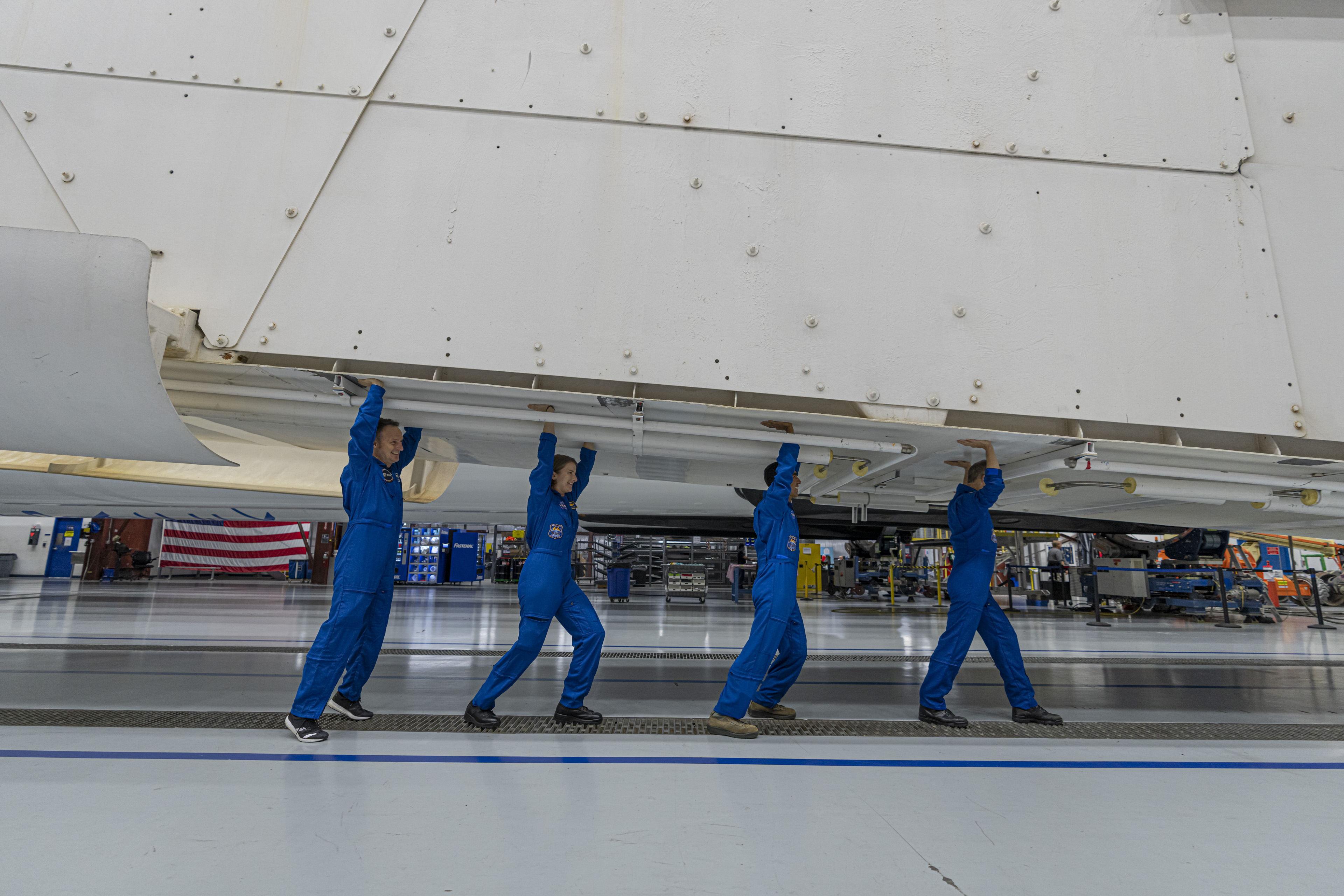
Екіпаж SpaceX Crew-3 на викоченні РН 26 жовтня 2021
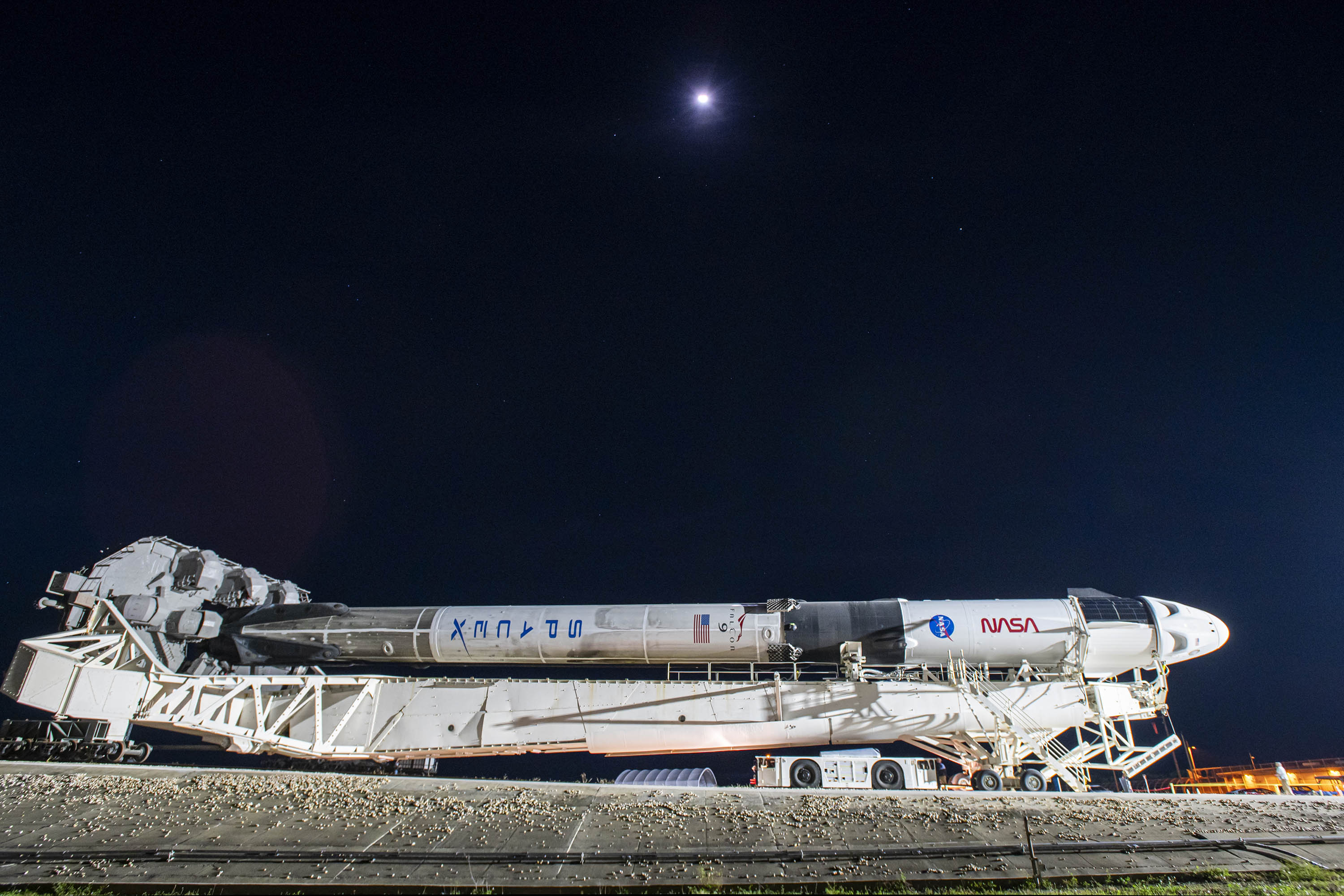
Вивезення SpaceX Falcon 9 на стартовий стіл вночі 27 жовтня 2021
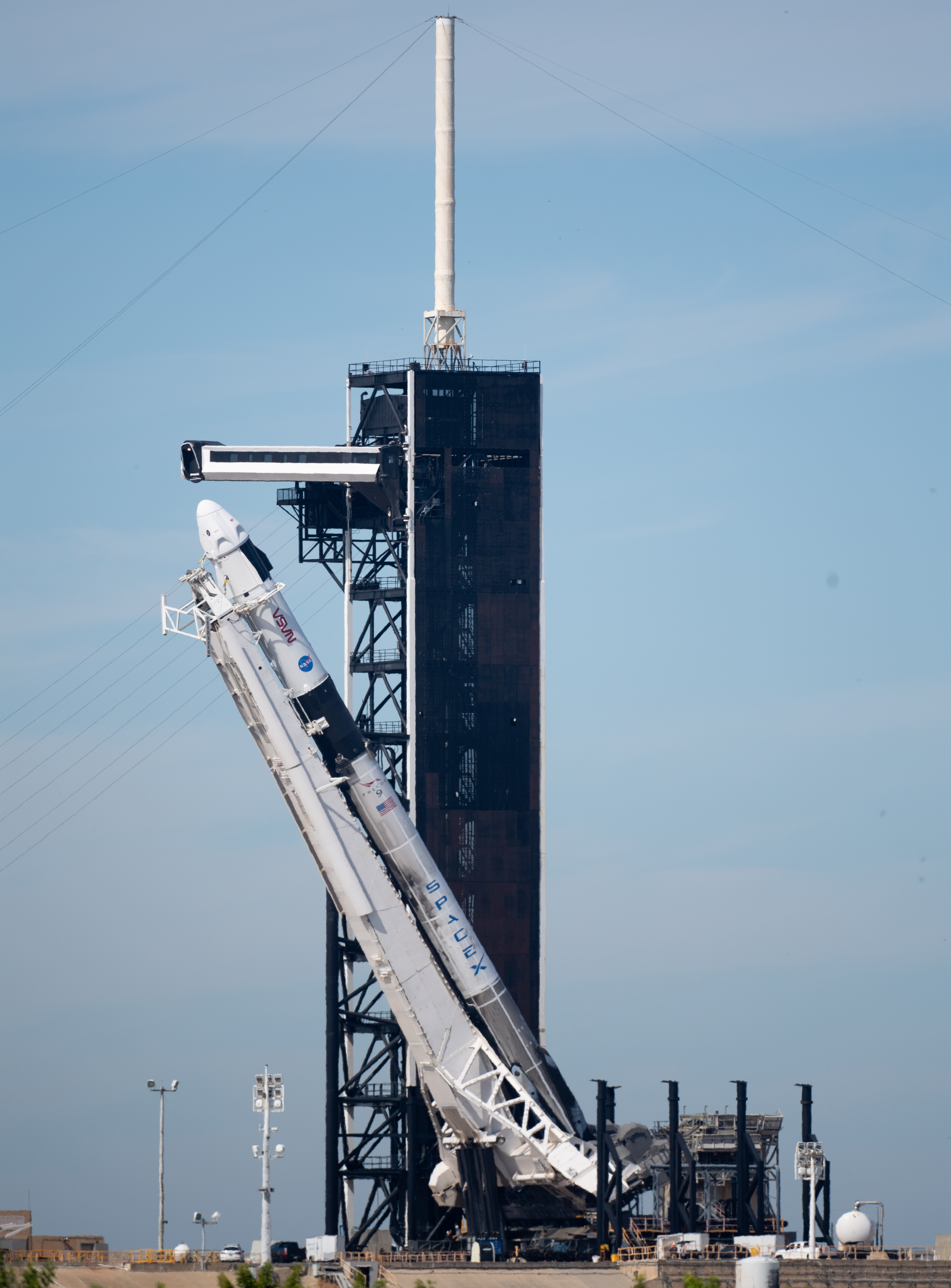
Встановлення Falcon 9
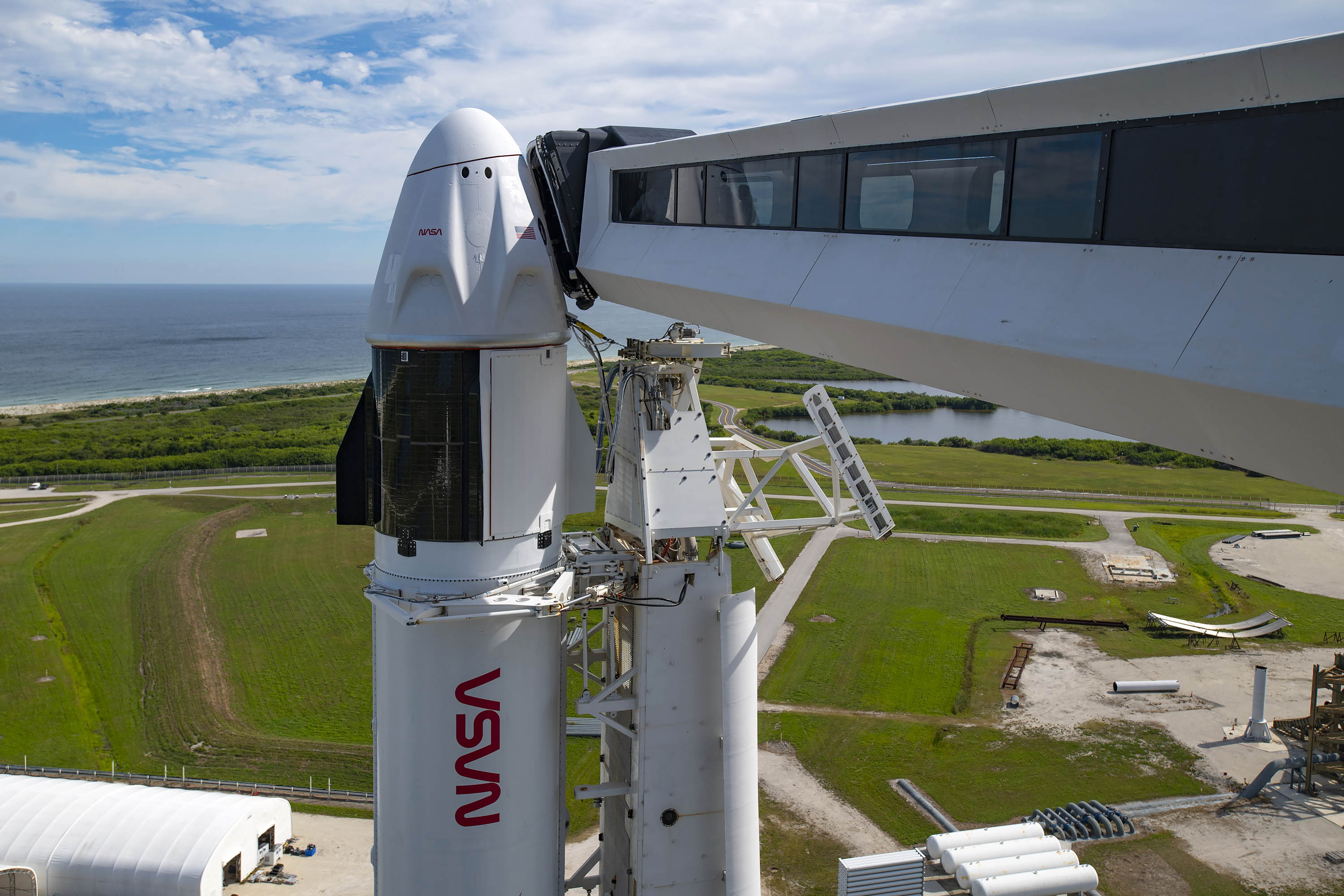
КК Crew Dragon 27 жовтня 2021
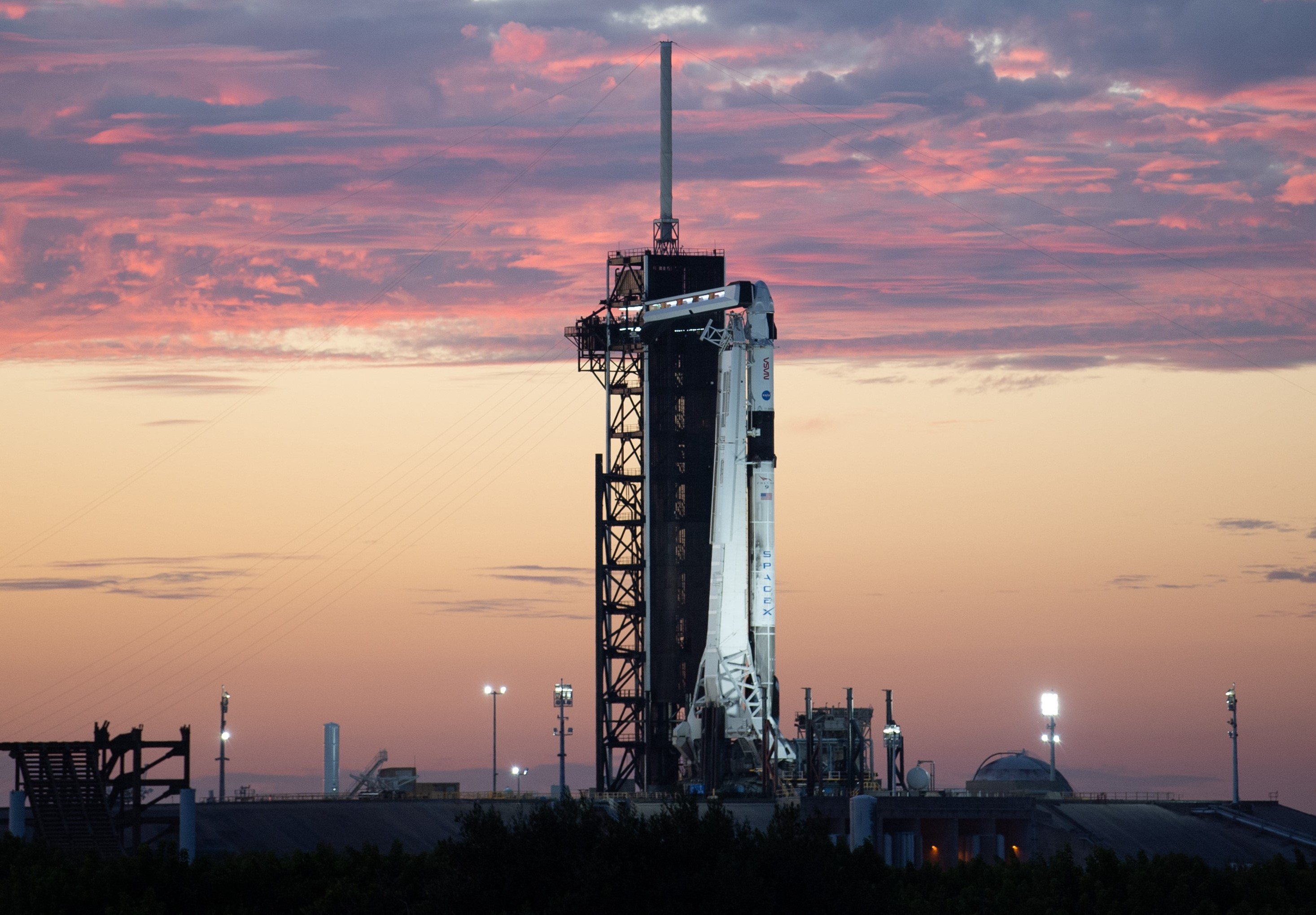
РН увечері 27 жовтня 2021
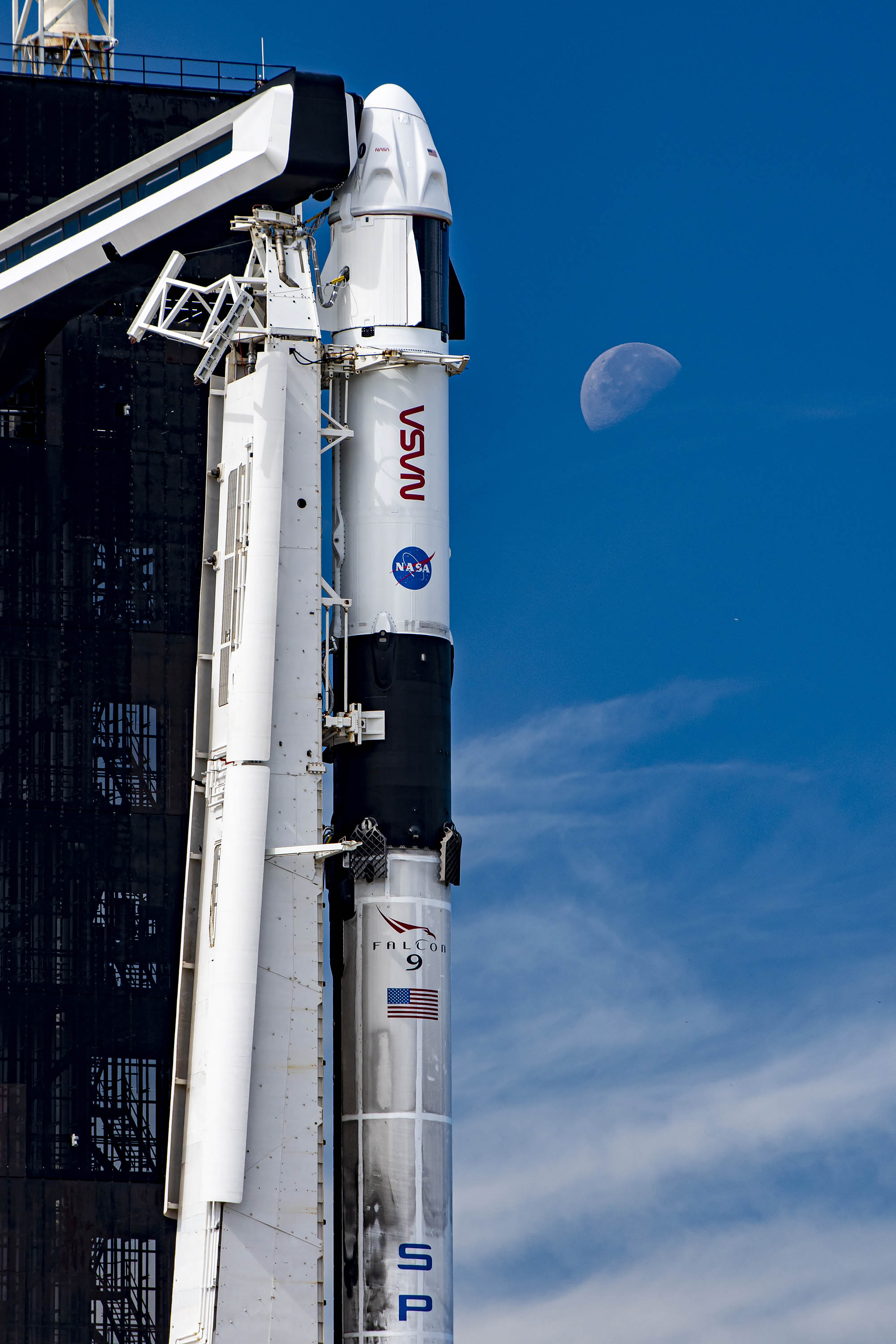
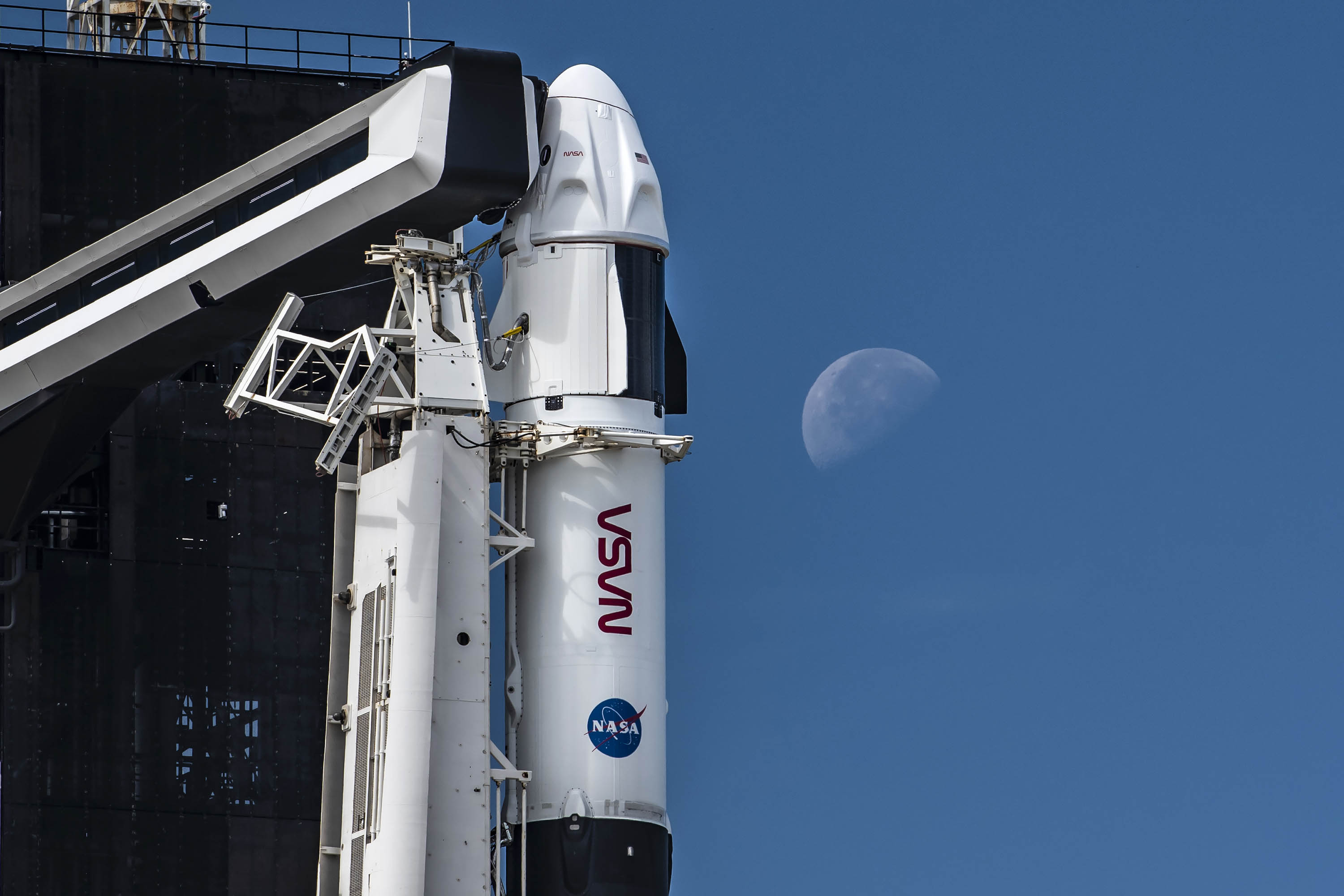
РН Falcon 9 на фоні Місяця 27 жовтня 2021
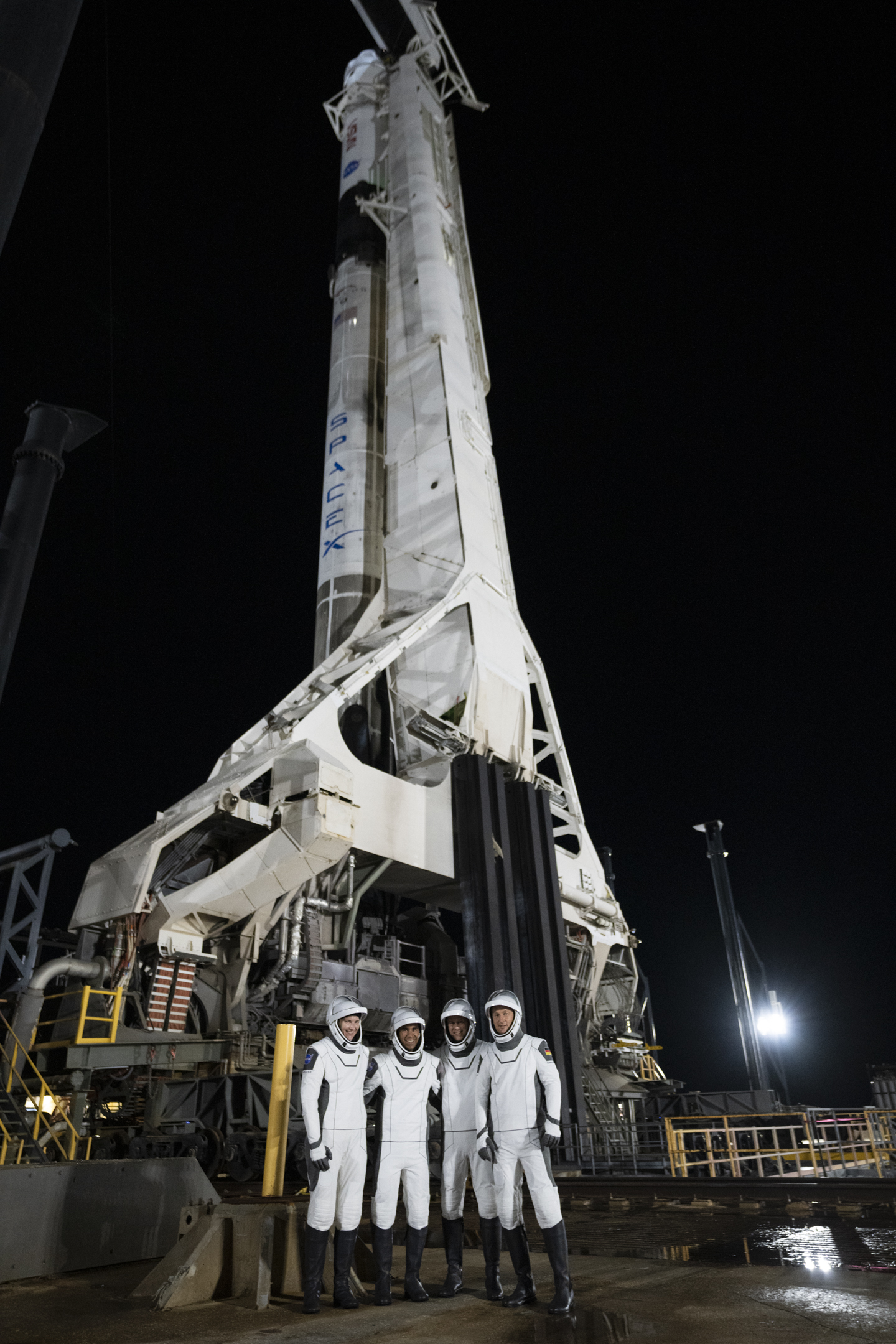
Екіпаж SpaceX Crew-3 біля РН Falcon 9 (місія Flight 127) 28 жовтня 2021
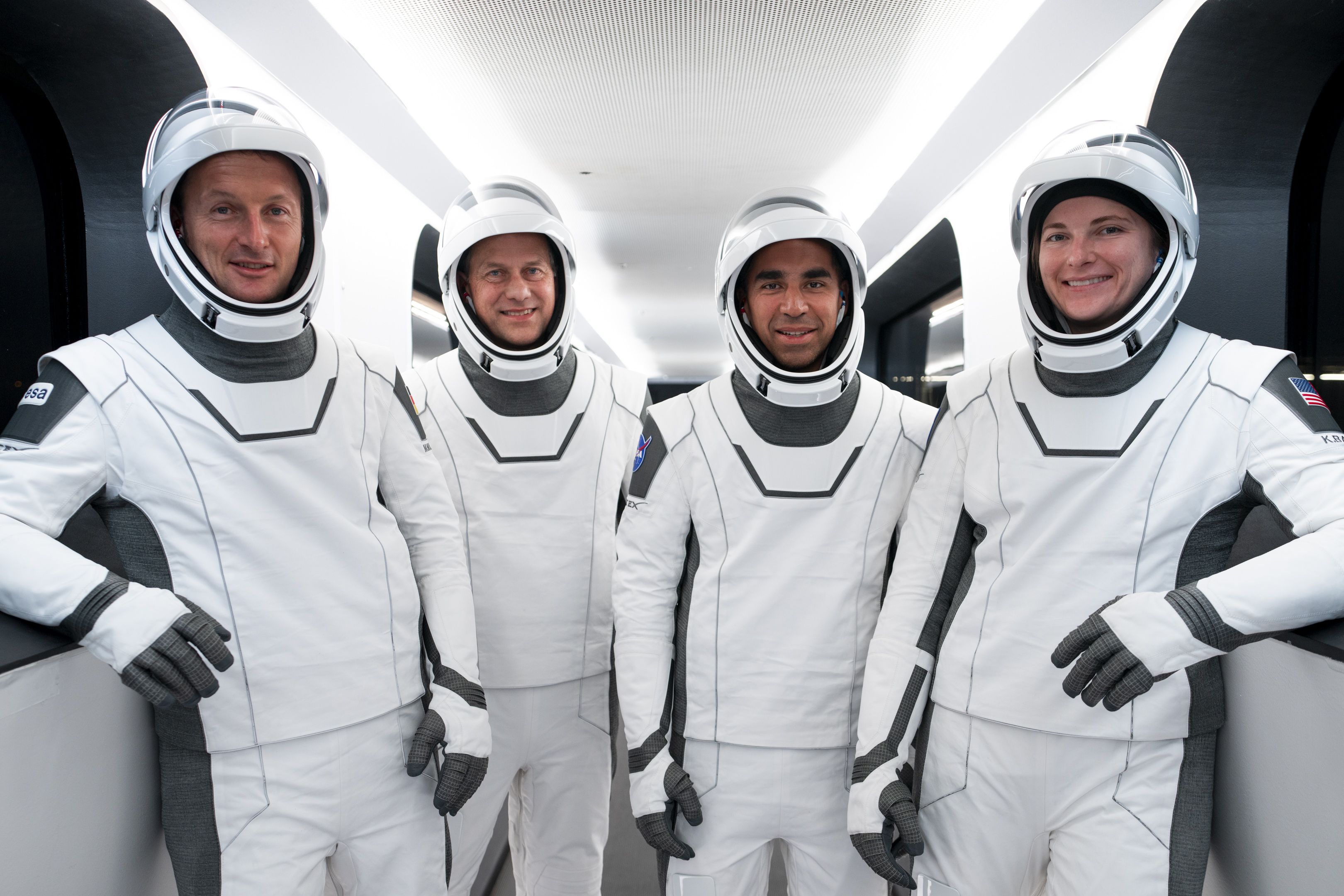
Екіпаж SpaceX Crew-3 в скафандрах 28 жовтня 2021
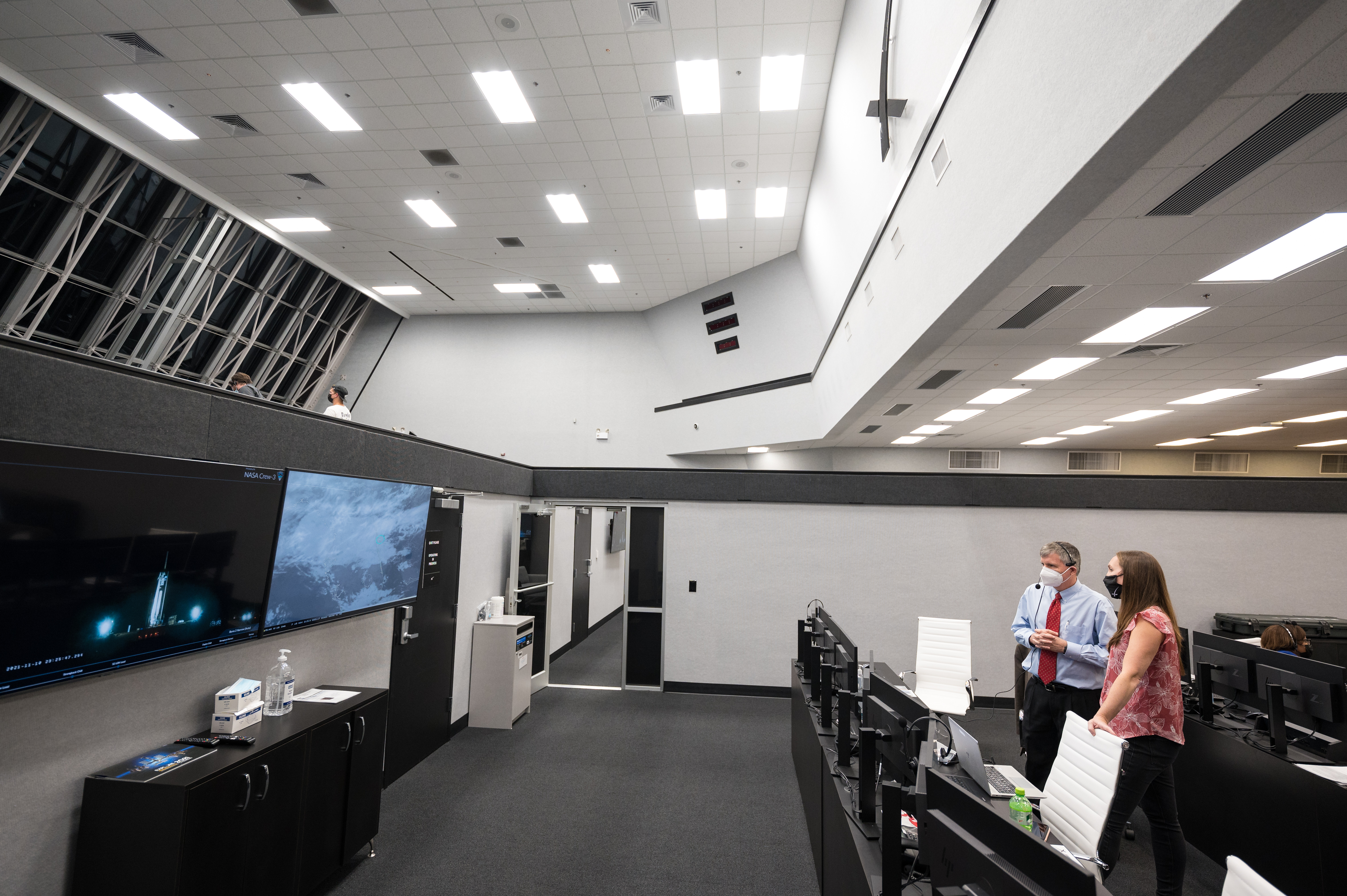
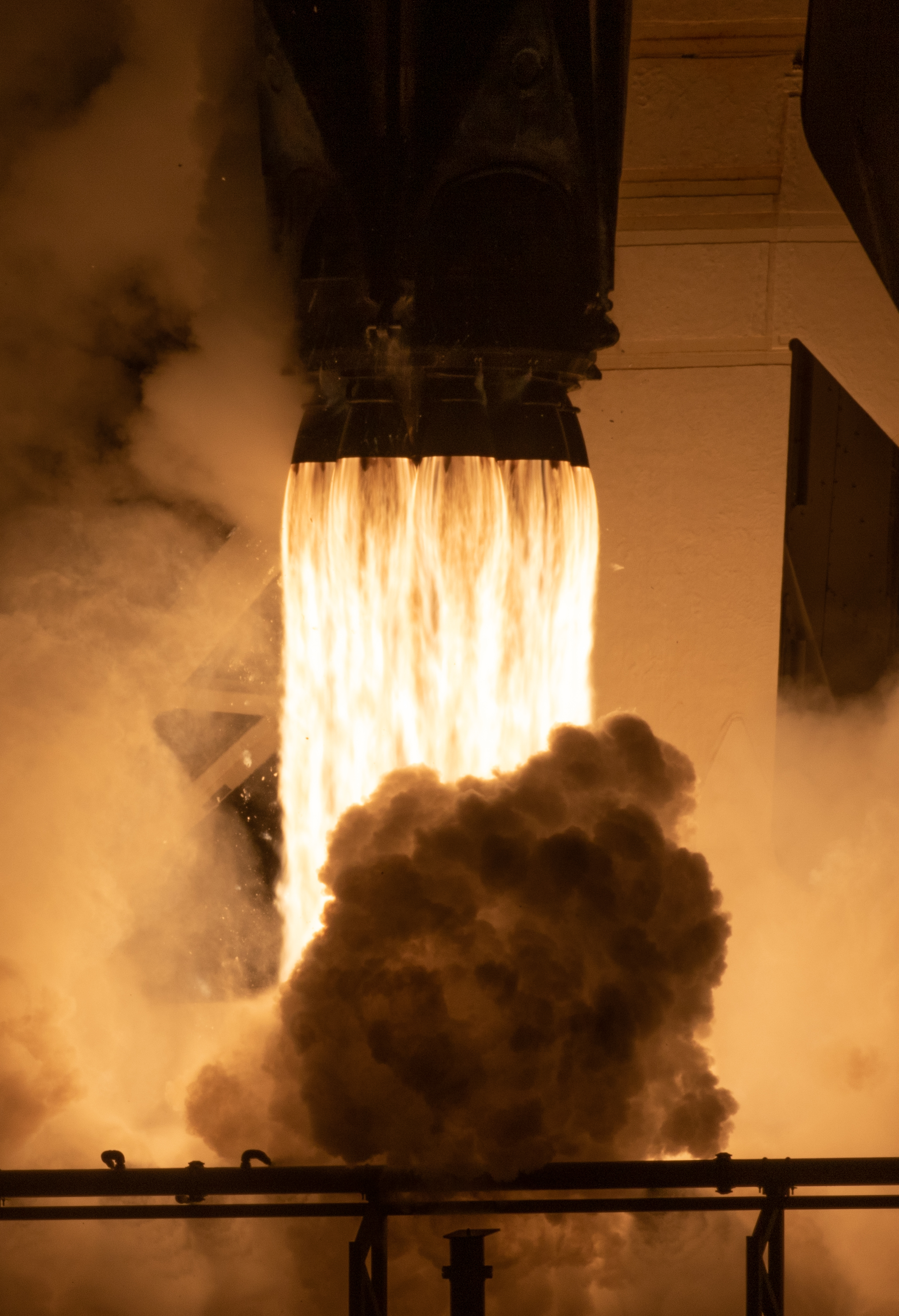
Старт SpaceX Falcon 9  із КК Crew Dragon та місією SpaceX Crew-3 до МКС.
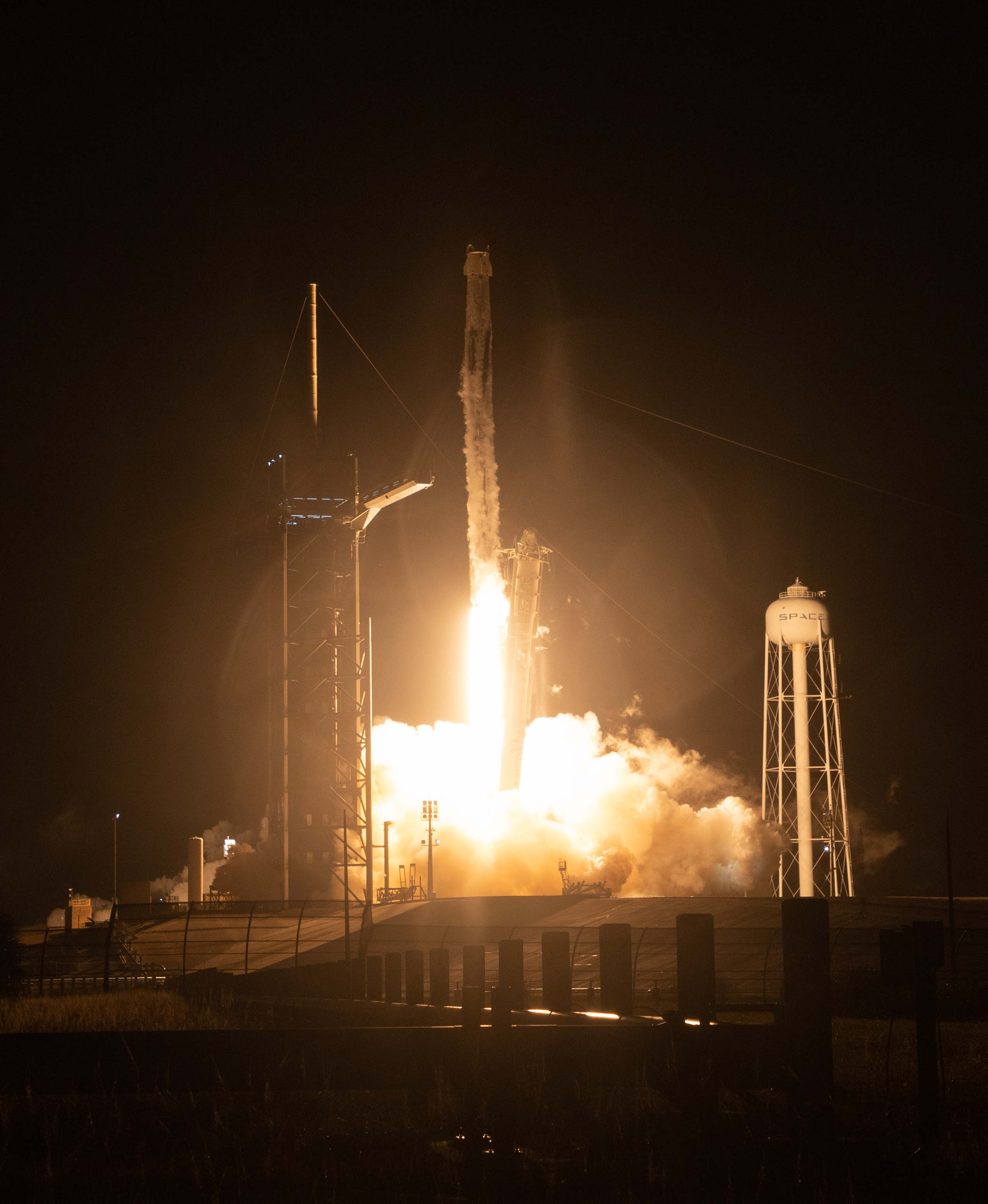
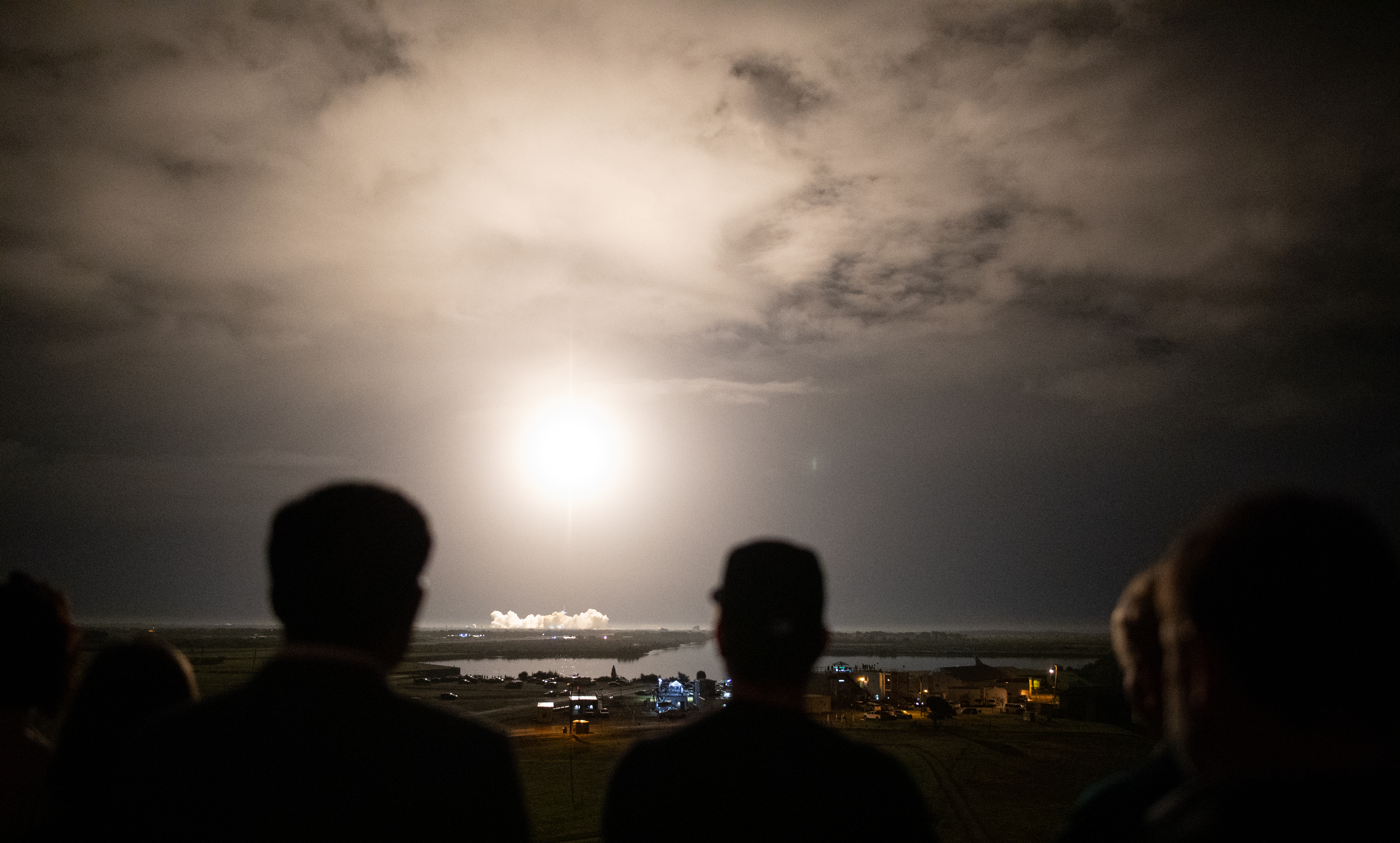
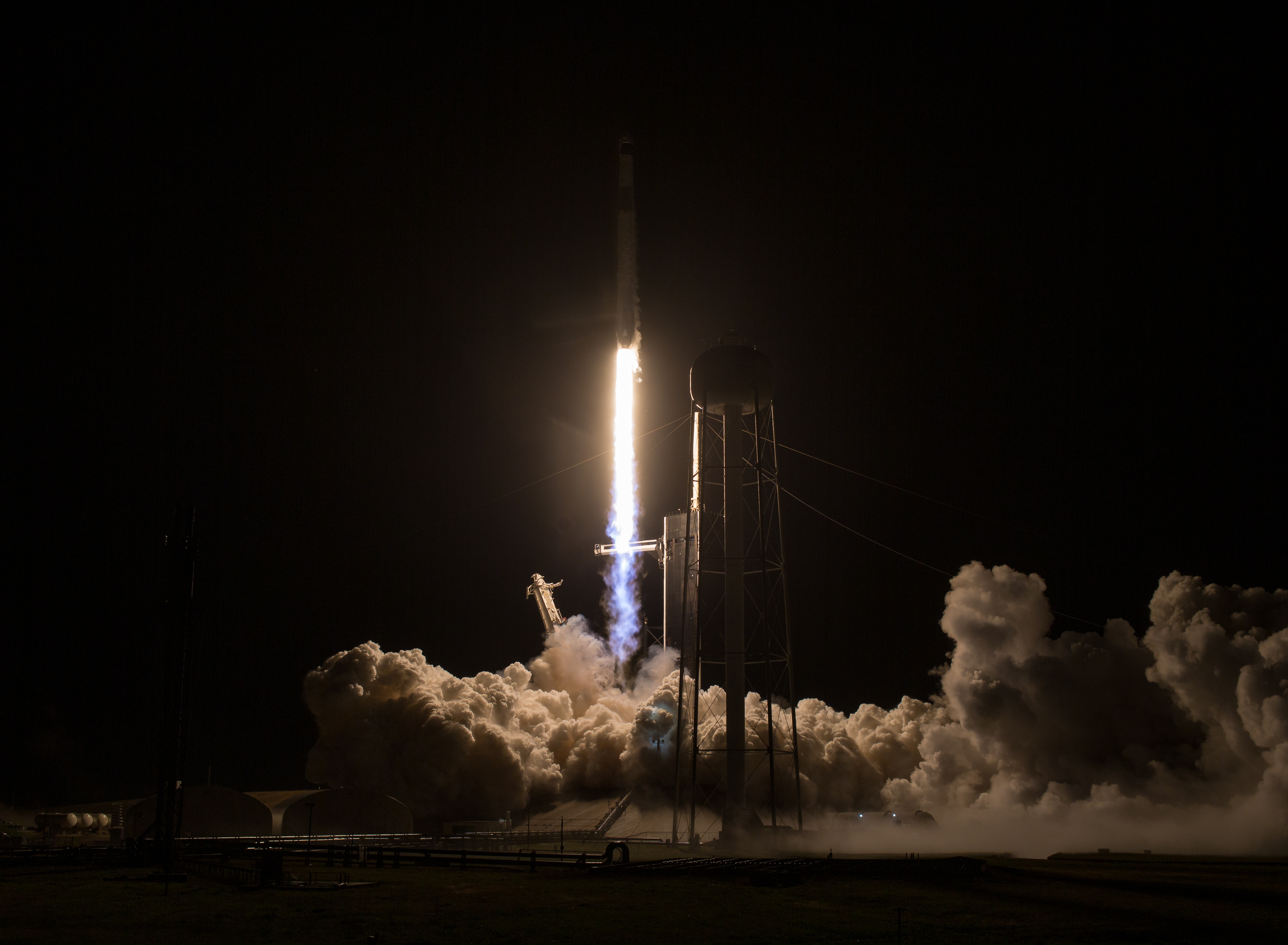